# 즈고크
즈고크(영어: Z'Gok, 일본어: ズゴック)는 《건담 시리즈》에 등장하는 모빌 슈트(MS)로 분류되는 가공의 유인 조종식 인간형 로봇 병기이다. 1979년에 방영된 TV 애니메이션 《기동전사 건담》에서 처음으로 등장했다.
작품 내에서 적측 세력인 지온 공국군의 양산기로 수중 행동이 가능한 수륙양용 모빌슈트(MS)로 분류되는 기체이다. 보통의 모빌 슈트(MS)와 달리 목이 없고 동체 자체에 지온계 MS의 특징인 모노 아이(단안) 카메라를 내장했다. 이 밖에도 뱀의 배 모양 같은 주름진 구종의 손발, 양손의 날카로운 3개의 발톱(아이언 네일)과 같은 독특한 구조를 가지고 있다. 작품 내에서는 양산형인 하늘색의 기체 외에 주인공인 아무로 레이의 라이벌인 샤아 아즈나블이 탑승하는 붉은색의 기체가 등장했다.

## 같이 보기
- 기동전사 건담